# Lijst van gouverneurs van Suriname (1954-1975)
Deze lijst van gouverneurs van Suriname (1954-1975) bevat een overzicht van de gouverneurs van Suriname van 1954 na de instelling van het Statuut voor het Koninkrijk der Nederlanden tot 1975, toen Suriname een onafhankelijk land werd.
Voor eerdere gouverneurs, zie de lijst van gouverneurs van Suriname (1650-1954).
De gouverneur van Suriname was de vertegenwoordiger van het Nederlandse staatshoofd in Suriname. Zijn taken vielen in twee delen uiteen: hij vertegenwoordigde de belangen van het Koninkrijk en stond aan het hoofd van de Surinaamse regering. Hij maakte echter geen deel uit van het Surinaamse kabinet.
De gouverneur zetelde in Paramaribo.

## Gouverneurs van Suriname

Onderscheidingsvlag van de gouverneur van Suriname van 1966 tot 1975

Onderscheidingsvlag van de gouverneur van een overzees rijksdeel van 1954 tot 1966

- 1949-1956: Mr. Jan Klaasesz (tevens de laatste gouverneur vóór inwerkingtreding van het Statuut)
- 1956-1962: Jan van Tilburg
  - 1957-1957: Henry Juriaan de Vries (ad interim)
  - 1959-1959: Dr. Cornelis Nagtegaal (ad interim)
  - 1960-1961: Dr. Cornelis Nagtegaal (ad interim)
- 1962-1963: Archibald Currie (ad interim)
- 1963-1963: Mr. François Haverschmidt (ad interim)
- 1963-1964: Archibald Currie
- 1964-1965: Mr. François Haverschmidt (ad interim)
- 1965-1967: Mr. Henry Lucien de Vries
- 1967-1975: Dr. Johan Ferrier